# Heth Ridge
Heth Ridge är en bergstopp i Antarktis. Den ligger i Östantarktis. Australien gör anspråk på området. Toppen på Heth Ridge är 832 meter över havet, eller 41 meter över den omgivande terrängen. Bredden vid basen är 3,3 km.
Terrängen runt Heth Ridge är huvudsakligen kuperad, men åt sydost är den platt. Trakten är obefolkad. Det finns inga samhällen i närheten.